# Irish Cup 1891-92
Irish Cup 1891–92 var den 12. udgave af Irish Cup, og turneringen blev vundet af Linfield FC, som dermed vandt turneringen for anden gang. Finalen mod Black Watch FC blev spillet på Solitude i Belfast den 12. marts 1892 og endte 7-0. Linfields skotske spiller Robert Hill scorede fire af målene.

## Udvalgte resultater

### Semifinaler
| Dato  | Kamp                                  | Res. | Spillested           |
| ----- | ------------------------------------- | ---- | -------------------- |
| 30.1. | Black Watch FC – St Columb's Court FC | 4–1  | Ulsterville, Belfast |
| 20.2. | Linfield FC – Ulster FC               | 3–0  | Solitude, Belfast    |

### Finale
| Dato  | Kamp                         | Res. | Spillested        |
| ----- | ---------------------------- | ---- | ----------------- |
| 12.3. | Linfield FC – Black Watch FC | 7–0  | Solitude, Belfast |